# Museo Arqueológico de Arta
El Museo Arqueológico de Arta es un museo de Grecia ubicado en Arta, en la región de Epiro. 
Se encuentra en un edificio que se acabó de construir en 2006. Previamente, existía una Colección Arqueológica de Arta desde 1972.

## Colecciones
El museo contiene una colección de objetos procedentes de Arta —donde se encontraba la antigua ciudad de Ambracia— y su área circundante de periodos comprendidos entre el paleolítico y la época romana. Se estructura en torno a diversas secciones temáticas: el origen de Ambracia, la vida pública, las necrópolis, la vida privada y el final de Ambracia. Las piezas de la exposición permanente fueron halladas en las dos necrópolis que tenía la ciudad en la Antigüedad, las casas y los edificios públicos como el pritaneo, el templo de Apolo y los teatros.
Los objetos pertenecientes a la prehistoria y al periodo geométrico son escasos. A la época arcaica pertenecen diversas piezas de cerámica, algunas importadas de Corinto y otras de fabricación local. Son más abundantes los hallazgos de la época clásica, que incluyen numerosas piezas de cerámica, recipientes de metal, estatuillas y monedas. 
La parte más importante de la exposición pertenece al periodo helenístico, en el que Ambracia alcanzó gran prosperidad y se convirtió en capital del Reino de Epiro. De este periodo se encuentran en el museo abundante cerámica, armas, monedas, joyas y otros pequeños artículos de materiales muy diversos como bronce, hierro, hueso y vidrio. También hay elementos arquitectónicos, estelas funerarias y otras obras escultóricas.